# Cofana sotoi
Cofana sotoi  (лат.) — вид прыгающих насекомых рода Cofana из семейства цикадок (Cicadellidae). Африка (Сьерра-Леоне). Длина самцов — 6,8 мм, самок — 7,6—7,9 мм. Жёлтоватые цикадки с тёмными отметинами. Между оцеллиями расположено чёрное пятно. Питаются соками растений. Вид был впервые описан в 1979 году американским энтомологом Дэвидом Янгом (David Allan Young, 1915—1991).